# Gloria (Them)
"Gloria" is een nummer van de Noord-Ierse band Them. Het nummer verscheen op hun debuutalbum The Angry Young Them uit 1965. Op 2 december 1964 werd het nummer uitgebracht als de B-kant van de single "Baby, Please Don't Go".

## Achtergrond
"Gloria" is geschreven door zanger Van Morrison en geproduceerd door Dick Rowe. Morrison schreef het nummer toen hij in de zomer van 1963 met zijn toenmalige band The Monarchs in Duitsland optrad. Bij terugkomst in zijn thuisstad Belfast sloot hij zich aan bij The Gamblers, waarmee hij de groep Them formeerde. Tijdens optredens maakte hij veel gebruik van improvisaties, waardoor een nummer wel 15 tot 20 minuten kon duren. Nadat Them een contract had getekend bij Decca Records, gingen zij op 5 april 1964 naar Londen voor een opnamesessie; "Gloria" was een van de zeven nummers die zij die dag opnamen. De band bestond op dat moment uit Morrison, gitarist Billy Harrison, basgitarist Alan Henderson, drummer Ronnie Millings en toetsenist Patrick John McCauley. Producer Rowe vond de bandleden nog te onervaren en maakte daarom tevens gebruik van twee sessiemuzikanten: orgelspeler Arthur Greenslade en drummer Bobby Graham.
"Gloria" werd uitgebracht als de B-kant van de single "Baby, Please Don't Go", maar werd minstens net zo bekend als de A-kant. In de Verenigde Staten werd het in 1965 als de A-kant van een single uitgebracht en behaalde hier plaats 71 in de Billboard Hot 100 mee. In Nederland werd het in 1967 uitgebracht als single en werd een groot succes met een vijfde plaats in de Top 40 en een derde plaats in de Parool Top 20. In 1973 werd het nummer in het Verenigd Koninkrijk alsnog op de A-kant van een single uitgebracht, maar kwam niet in de hitlijsten terecht. In 1993 werd een nieuwe versie van Morrison met John Lee Hooker een hit. In Ierland bereikte het de zeventiende plaats, terwijl de single in het Verenigd Koninkrijk op plaats 31 piekte. In Nederland behaalde het plaats 32 in de Top 40 en plaats 37 in de Mega Top 50. In 1999 ontving de originele versie een Grammy Hall of Fame Award. In 2004 zette het tijdschrift Rolling Stone het nummer op plaats 208 in hun lijst The 500 Greatest Songs of All Time; in de nieuwe versie van de lijst uit 2010 zakte het drie plaatsen.
"Gloria" is gecoverd door vele artiesten, onder wie The 13th Floor Elevators, AC/DC, Blues Traveler, Bon Jovi, David Bowie, Popa Chubby, The Doors, The Bobby Fuller Four, Grateful Dead, Jimi Hendrix, The Human Beingz, Janse Bagge Bend, Rickie Lee Jones, Shane MacGowan, Bill Murray met Eric Clapton, Tom Petty, Iggy Pop, Dennis Quaid met Meat Loaf, The Raconteurs, R.E.M., Santa Esmeralda, Simple Minds, Patti Smith, Rick Springfield, Bruce Springsteen, Status Quo (als The Spectres), Johnny Thunders, The Tragically Hip en U2. Een cover door The Shadows of Knight was de enige versie die een hit werd; in 1966 bereikte het de tiende plaats in de Amerikaanse Billboard Hot 100.

## Hitnoteringen

### Them

#### Nederlandse Top 40
| Hitnotering: 01-07-1967 t/m 30-09-1967 | Hitnotering: 01-07-1967 t/m 30-09-1967 | Hitnotering: 01-07-1967 t/m 30-09-1967 | Hitnotering: 01-07-1967 t/m 30-09-1967 | Hitnotering: 01-07-1967 t/m 30-09-1967 | Hitnotering: 01-07-1967 t/m 30-09-1967 | Hitnotering: 01-07-1967 t/m 30-09-1967 | Hitnotering: 01-07-1967 t/m 30-09-1967 | Hitnotering: 01-07-1967 t/m 30-09-1967 | Hitnotering: 01-07-1967 t/m 30-09-1967 | Hitnotering: 01-07-1967 t/m 30-09-1967 | Hitnotering: 01-07-1967 t/m 30-09-1967 | Hitnotering: 01-07-1967 t/m 30-09-1967 | Hitnotering: 01-07-1967 t/m 30-09-1967 | Hitnotering: 01-07-1967 t/m 30-09-1967 | Hitnotering: 01-07-1967 t/m 30-09-1967 |
| Week                                   | 1                                      | 2                                      | 3                                      | 4                                      | 5                                      | 6                                      | 7                                      | 8                                      | 9                                      | 10                                     | 11                                     | 12                                     | 13                                     | 14                                     |                                        |
| -------------------------------------- | -------------------------------------- | -------------------------------------- | -------------------------------------- | -------------------------------------- | -------------------------------------- | -------------------------------------- | -------------------------------------- | -------------------------------------- | -------------------------------------- | -------------------------------------- | -------------------------------------- | -------------------------------------- | -------------------------------------- | -------------------------------------- | -------------------------------------- |
| Positie                                | 38                                     | 24                                     | 15                                     | 9                                      | 6                                      | 5                                      | 8                                      | 8                                      | 9                                      | 15                                     | 22                                     | 33                                     | 32                                     | 33                                     | uit                                    |

#### Parool Top 20
| Hitnotering: 15-07-1967 t/m 02-09-1967 | Hitnotering: 15-07-1967 t/m 02-09-1967 | Hitnotering: 15-07-1967 t/m 02-09-1967 | Hitnotering: 15-07-1967 t/m 02-09-1967 | Hitnotering: 15-07-1967 t/m 02-09-1967 | Hitnotering: 15-07-1967 t/m 02-09-1967 | Hitnotering: 15-07-1967 t/m 02-09-1967 | Hitnotering: 15-07-1967 t/m 02-09-1967 | Hitnotering: 15-07-1967 t/m 02-09-1967 | Hitnotering: 15-07-1967 t/m 02-09-1967 |
| Week                                   | 1                                      | 2                                      | 3                                      | 4                                      | 5                                      | 6                                      | 7                                      | 8                                      |                                        |
| -------------------------------------- | -------------------------------------- | -------------------------------------- | -------------------------------------- | -------------------------------------- | -------------------------------------- | -------------------------------------- | -------------------------------------- | -------------------------------------- | -------------------------------------- |
| Positie                                | 20                                     | 10                                     | 6                                      | 3                                      | 6                                      | 6                                      | 10                                     | 17                                     | uit                                    |

#### NPO Radio 2 Top 2000
| Nummer met noteringen in de NPO Radio 2 Top 2000 | '99 | '00 | '01 | '02 | '03 | '04 | '05 | '06 | '07 | '08 | '09 | '10 | '11 | '12 | '13  | '14  | '15  | '16  | '17  | '18  |
| ------------------------------------------------ | --- | --- | --- | --- | --- | --- | --- | --- | --- | --- | --- | --- | --- | --- | ---- | ---- | ---- | ---- | ---- | ---- |
| Gloria                                           | 388 | 260 | 430 | 528 | 390 | 452 | 478 | 466 | 644 | 475 | 688 | 657 | 717 | 924 | 1036 | 1115 | 1289 | 1664 | 1746 | 1853 |

1. ↑  Een vetgedrukt getal geeft de hoogste notering aan.
2. ↑  Deze tabel is bijgewerkt tot en met de laatste editie (2024).

### Van Morrison en John Lee Hooker

#### Nederlandse Top 40
| Hitnotering: 26-06-1993 t/m 10-07-1993 | Hitnotering: 26-06-1993 t/m 10-07-1993 | Hitnotering: 26-06-1993 t/m 10-07-1993 | Hitnotering: 26-06-1993 t/m 10-07-1993 | Hitnotering: 26-06-1993 t/m 10-07-1993 |
| Week                                   | 1                                      | 2                                      | 3                                      |                                        |
| -------------------------------------- | -------------------------------------- | -------------------------------------- | -------------------------------------- | -------------------------------------- |
| Positie                                | 38                                     | 32                                     | 40                                     | uit                                    |

#### Mega Top 50
| Hitnotering: 12-06-1993 t/m 03-07-1993 | Hitnotering: 12-06-1993 t/m 03-07-1993 | Hitnotering: 12-06-1993 t/m 03-07-1993 | Hitnotering: 12-06-1993 t/m 03-07-1993 | Hitnotering: 12-06-1993 t/m 03-07-1993 | Hitnotering: 12-06-1993 t/m 03-07-1993 |
| Week                                   | 1                                      | 2                                      | 3                                      | 4                                      |                                        |
| -------------------------------------- | -------------------------------------- | -------------------------------------- | -------------------------------------- | -------------------------------------- | -------------------------------------- |
| Positie                                | 50                                     | 39                                     | 37                                     | 47                                     | uit                                    |